# Aresing
Aresing è un comune tedesco di 2 718 abitanti, situato nel land della Baviera.